# Danilo Pereira
Danilo Luís Hélio Pereira (nascut el 9 de setembre de 1991) és un futbolista professional portuguès que juga per l'Al Ittihad com a migcampista defensiu.

## Palmarès

### Club
Porto
- Primeira Liga: 2017–18,[1] 2019–20[2]
- Taça de Portugal: 2019–20

París Saint-Germain
- Ligue 1: 2021-22, 2022-23, 2023-24[3]
- Copa francesa: 2020-21, 2023-24[4]
- Supercopa francesa: 2020, 2022, 2023[5]

### Internacional
Selecció portuguesa
- Eurocopa: 2016
- Lliga de les Nacions de la UEFA: 2018-19